# رياض كنيش
رياض كنيش، لاعب كرة قدم جزائري .
لعب سابقاً في نادي بلدية حسين داي في الفئات السنية وبعدها مثل أندية اتحاد الحراش ووفاق سطيف و وقع مع نادي القادسية السعودي عام 2017 و تم فسخ عقده بعد إصابته بالرباط الصليبي .

## روابط خارجية
- رياض كنيش على موقع قاعدة بيانات كرة القدم.إي يو (الإنجليزية)
- رياض كنيش على موقع Soccerway.com (الإنجليزية)
- رياض كنيش على موقع أوليمبيديا (الإنجليزية)